# Neolampedusa lateralis
Neolampedusa lateralis là một loài bọ cánh cứng trong họ Cerambycidae.